# Route nationale 452
Die N452 war von 1933 bis 1973 eine französische Nationalstraße, die zwischen Tonnerre und der N71 südlich von Bar-sur-Seine verlief. Ihre Länge betrug 49 Kilometer. 1979 wurde die Nummer für die alte Trasse der N52 durch die Orte Rombas, Clouange und Vitry-sur-Orne verwendet, da diese auf eine neu in Betrieb genommene Umgehungsstraße verlegt wurde. 2006 erfolgte die Abstufung zur Kommunalstraße.